# Racing Club de Sama
El Racing Club de Sama, també conegut com a Racing Club Langreano o Club Langreano, fou un club de futbol asturià de la ciutat de Langreo.
El club va ser fundat el 1915. El 1939, quan foren prohibits els noms de clubs no escrits en castellà, el club adoptà el nom Club Langreano de Sama.
L'any 1961 es fusionà amb el Círculo Popular de La Felguera per formar la Unión Popular de Langreo.
El club va ser refundat el 2006, però tres temporades després, el 2009, es va dissoldre.

## Palmarès
- Campionat d'Espanya d'Aficionats: 
  - 1943[4]